# Edward Austin Kent
Edward Austin Kent (Bangor, 19 de febrero de 1854 - Océano Atlántico, 15 de abril de 1912) fue un prominente arquitecto de Búfalo (Nueva York). Kent murió el 15 de abril de 1912 cuando el RMS Titanic se hundió y fue visto ayudando a mujeres y niños a acceder a los botes salvavidas.

## Biografía
Edward Austin Kent nació en Bangor, Maine el 19 de febrero de 1854. Kent se trasladó con su familia a Búfalo después de la Guerra de Secesión, donde su padre abrió una exitosa tienda, Flint & Kent. Kent asistió y se graduó en la Universidad Yale en 1875 y después en la École des Beaux-Arts, la famosa escuela de Beaux Arts en París. Cuando regresó a Estados Unidos en 1877, se convirtió en socio del estudio de arquitectura Silisbee and Kent en Siracusa, Nueva York. En 1884, regresó a Búfalo y permaneció allí durante el resto de su carrera, ayudando a fundar la Sociedad de Arquitectos de Búfalo y recibiendo un gran número de importantes encargos, incluyendo los de Flint & Kent.
En 1912 se tomó unas vacaciones de dos meses durante las cuales recorrió Francia y Egipto y planeó jubilarse después de regresar de esas vacaciones. Decidió retrasar su viaje a casa, pudiendo así viajar en el viaje inaugural del nuevo y lujoso, RMS Titanic.

### A bordo del Titanic
Kent viajó como pasajero de primera clase. Se mezcló con otras socialités, incluyendo a Helen Churchill Candee y Archibald Gracie IV. También se reunió con un grupo de escritores. Murió cuando el barco chocó contra un iceberg y se hundió en la noche del 14 al 15 de abril de 1912. A medida que el barco se hundía, dejó de lado su propia seguridad para ayudar a mujeres y niños en los botes salvavidas. Fue visto por última vez alrededor de las 2:20 de la mañana no haciendo intentos de salvarse a sí mismo cuando fue arrastrado al océano. Su cuerpo fue recuperado por el CS Mackay-Bennett con el número 258 y reclamado por su hermano cuando el barco atracó. Fue enterrado en el Forest Lawn Cemetery de Búfalo, Nueva York.